# Besma cavillaria
Besma cavillaria är en fjärilsart som beskrevs av George Duryea Hulst 18886. Besma cavillaria ingår i släktet Besma och familjen mätare. Inga underarter finns listade i Catalogue of Life.